# Dzalisi
Dzalisi (géorgien : ძალისი) est un village historique de Géorgie qui se situe à 50 km au nord-oust de Tbilissi et à 20 km au nord-ouest de Mtskheta.
Des fouilles archéologiques ont révélé les restes de quatre palais, des bains hypocaustes, acropole, piscines, partie administrative, des casernes pour les soldats, un système d'approvisionnement en eau et des cimetières. Un des palais est remarquable pour ses mosaïques au sol, qui, avec les mosaïques de Pitsounda, sont de loin, les plus anciens trouvés dans le Caucase. Le style de la mosaïque date de 300 ap.J-C. Sa partie centrale représente Ariane et Dionysos dans une scène de banquet.